# Universidad de Macquarie
La Universidad Macquarie (en inglés: Macquarie University) es una universidad pública de investigación ubicada en Sídney, Nueva Gales del Sur, Australia. Fundada en 1964 por el gobierno de Nueva Gales del Sur, la universidad fue la tercera universidad en ser establecida en el área metropolitana de Sídney. Más de un tercio de los alumnos de la universidad estudian programas de postgrado, y cerca de un tercio son estudiantes internacionales. Es una de las cinco principales universidades que se localizan en la región metropolitana de Sídney.[cita requerida]
El campus universitario de 126 hectáreas, rodeado por zonas verdes, está localizado en el corredor de industrias de alta tecnología del noroeste de Sídney (Macquarie Park, en el suburbio de Marsfield). Esta ubicación le permite interactuar con algunas de las mayores empresas a nivel mundial en el campo de la investigación tecnológica.[cita requerida]
Macquarie está revisando su estructura académica, tratando de organizar a sus 32,000 estudiantes en cuatro facultades - Negocios y Comercio, Humanidades, Ciencias Humanas y Ciencia.[cita requerida]
La universidad toma su nombre del gobernador de Nueva Gales del Sur, Lachlan Macquarie, y edita el diccionario de inglés australiano, el Macquarie Dictionary.[cita requerida]

## Historia
La idea de fundar una tercera universidad en Sídney fue propuesta en los años 1960, cuando el gobierno de Nueva Gales del Sur formó un comité para solucionar el problema de exceso de estudiantes que en ese momento pretendían realizar estudios superiores. Se llegó al acuerdo de formar una tercera universidad como mejor solución al problema.
Tras mucho debate, se acordó que el futuro campus se localizaría en lo que entonces era una zona semirrural de North Ryde. También se decidió que la futura universidad llevaría el nombre de Lachlan Macquarie, uno de los primeros gobernadores de la colonia de Nueva Gales del Sur y posiblemente el más conocido.
La Universidad Macquarie se fundó oficialmente en 1964, cuando el gobierno de Nueva Gales del Sur aprobó el Macquarie University Act 1964. La universidad abrió por primera vez a los estudiantes el 6 de marzo de 1967 con un número de estudiantes mayor al que en principio se había previsto. La Comisión de Universidades Australianas (Australian Universities Comission) había permitido el número de 510 estudiantes a tiempo completo, sin embargo empezó con 956 alumnos matriculados y 622 estudiantes a tiempo completo.
Entre 1968 y 1969, el número de matrículas en Macquarie se incrementó espectacularmente, con plazas para 1200 estudiantes a tiempo completo más y 100 plazas de personal de personal académico suplementarias. En 1969 también se estableció la Escuela Superior Gestión de Macquarie (Macquarie Graduate School of Management). 
Solo ha habido cuatro vicerrectores durante los cuarenta años de la historia de la universidad. El primer vicerrector de la universidad fue Alexander George Mitchell, quien estuvo en cargo hasta diciembre de 1975, cuando fue sucedido por Edwin Webb, que sirvió hasta 1986. Di Yerbury comenzó su mandato en 1986 y fue la primera mujer vicerrectora en Australia

## Campus

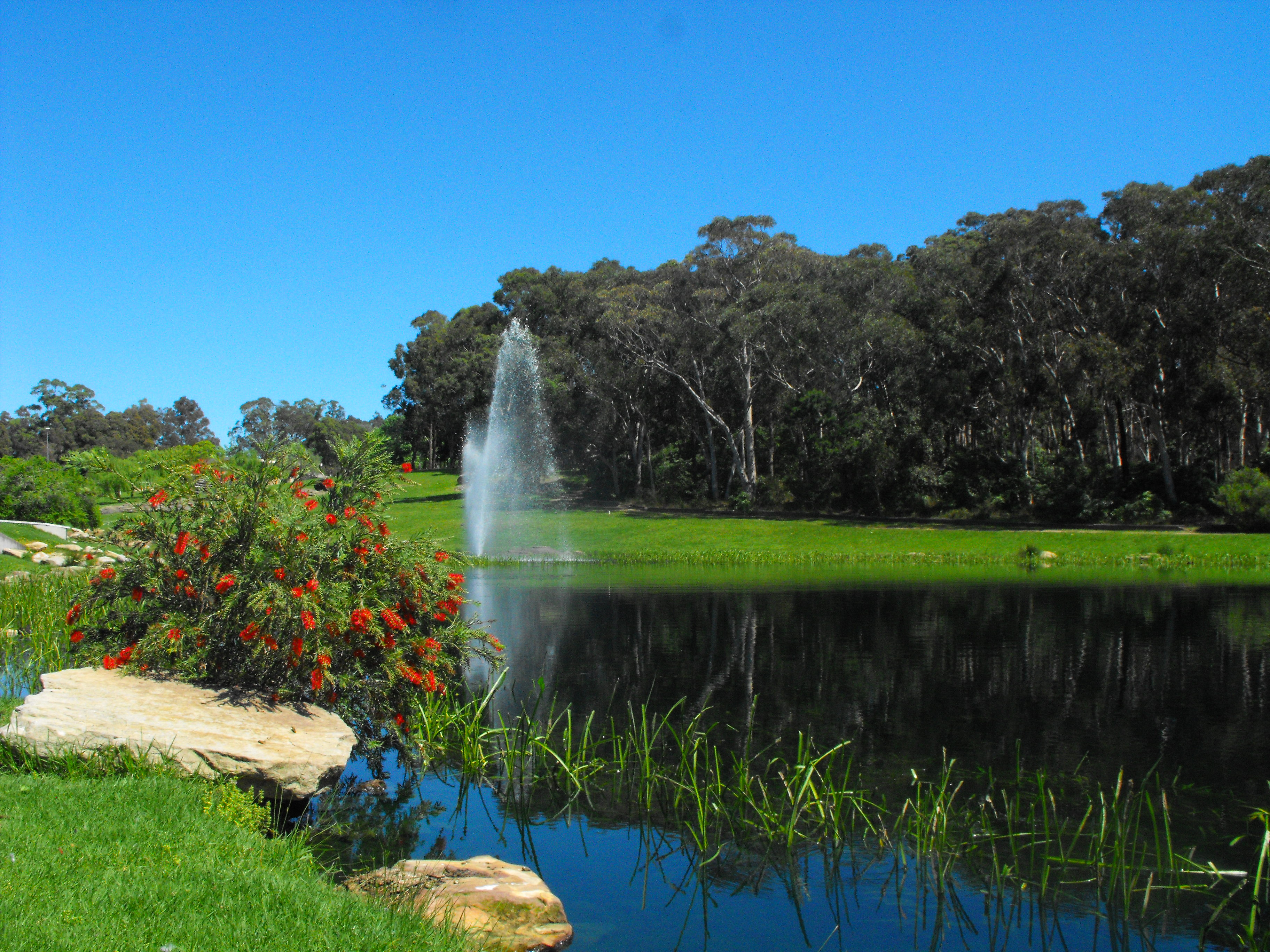
Estanque principal del campus

Se localiza a unos 16 kilómetros al noroeste del centro urbano de la ciudad de Sídney. Se compone de 126 hectáreas de praderas y bosque y se localiza estratégicamente en el corredor industrial de alta tecnología del noroeste de Sídney.
El primer diseño de la universidad lo realizó el urbanista Walter Abraham, uno de los primeros seis administradores en la universidad. Cuando tomo su cargo, en abril de 1965, poco o ningún estudio había sobre el reto que suponía diseñar una universidad en Australia. Abraham lo solucionó viajando y estudiando el estudio de diseñadores de campus contemporáneos en Reino Unido y Estados Unidos. Abraham atesoro el ambiente natural de Macquarie como una ventaja de valor incalculable. 
Aparte de sus centros de enseñanza, el campus se caracteriza por el Parque Tecnológico de la Universidad Macquarie (Macquarie University Research Park), museos, galerías de arte y esculturas distribuidas por todo el campus. En 2008, una nueva estación de ferrocarril será abierta en el campus, además de un importante recinto médico combinando la Escuela Australiana de Medicina Avanzada (Australian School of Advanced Medicine) y el Hospital Privado de la Universidad Macquarie (Macquarie University Private Hospital).

### Biblioteca
En 2010, se completará una nueva biblioteca que dispondrá de espacios abiertos para estudiar y aprender, e incluirá el primer sistema de almacenamiento y recuperación de datos automatizado de Australia en una universidad. Esto permitirá almacenar el mismo volumen de material en un espacio siete veces menor.

### Parque de Investigación de la Universidad de Macquarie
El Parque de Investigación (Macquarie University Research Park) ofrece la oportunidad de colaborar con compañías líderes en el mercado. Este parque de investigación y desarrollo se localiza en el campus y es financiado por fondos privados. En él se encuentra la sede de compañías como Dow Corning, Goodman Fielder, Nortel Networks, OPSM o Siemens.

### Observatorio
El Observatorio de la Universidad Macquarie se construyó originalmente en 1978 como una instalación de investigación. Pero desde 1997, es accesible al público a través de sus programas de observación públicas (Public Observating Program). El observatorio está abierto al público todos los viernes de marzo a noviembre (ambos incluidos), excepto en caso de lluvia.

### Campus urbano
A mediados de 2007, la universidad abrió el Campus Urbano de Macquarie (Macquarie City Campus) en el centro urbano de Sídney, ofreciendo algunos de los programas de estudio de la Universidad Macquarie. El Campus Urbano fue diseñado para satisfacer la demanda de los estudiantes de un campus urbano.

## Ranking y premios
La Universidad Macquarie sufrió una importante caída en la clasificación de universidades a nivel mundial (THES - World University Rankings). Hasta 2004, la universidad estaba considerada en el puesto 67 como mejor universidad del mundo. En 2007 fue clasificada como la número 168.
[edit] Rankings and Awards
La Clasificación de Universidades del Mundo de la Universidad Jiao Tong de Shanghái (Shanghái Jiao Tong University's Academic Ranking of World Universities) de 2007, puso a la Universidad Macquarie entre las 500 mejores, entre los puestos 203-304.
La universidad se clasificó con el puesto número 9 en el Ranking de Universidades Australianas de 2007 (2007 Australian Universities Ranking).
Los profesores de la Universidad Macquarie han recibido numerosos galardones y nombramientos del Instituto Carrick para el Aprendizaje y la Enseñanza en Educación Superior (Carrick Insitute for Learning and Teaching in Higher Education) desde que se creó en 2004.

## Vida en el campus

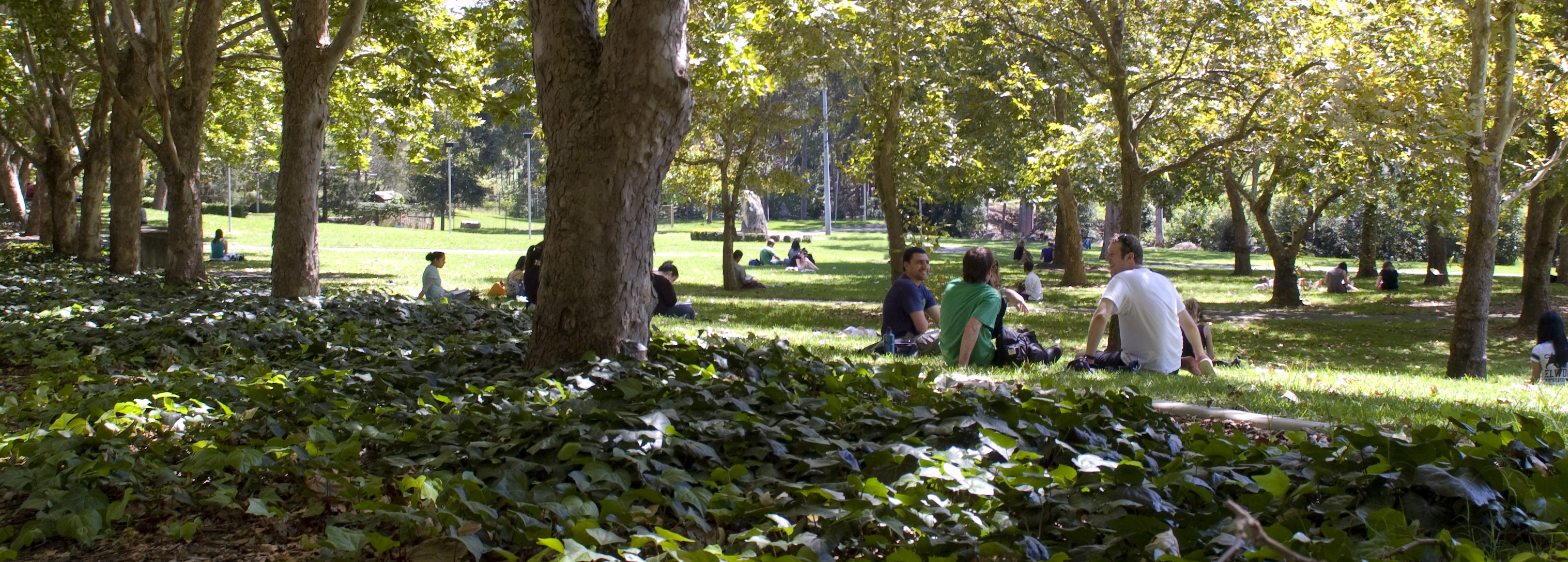
Estudiantes relajándose cerca de Wally's Walk Park.

U@MQ, creada oficialmente en enero de 2008, es la nueva organización que dirige los servicios no académicos de comida y venta, deportes y ocio, grupos de estudio, guardería y entretenimiento en la Universidad Macquarie. El objetivo de esta organización es mejorar la calidad y prestaciones de Macquarie haciendo de la universidad más que una experiencia meramente académica.
U@MQ se creó por la fusión de las antiguas organizaciones estudiantiles, que eran el Sindicato (Union. A menudo llamada S@M o Estudiantes en Macquarie -del inglés Students At Macquarie), el Consejo de Estudiantes (normalmente conocido como MUSC) y la organización de deporte y tiempo libre (generalmente llamada MUSR). 
El nuevo Centro Acuático y del Deporte de La Universidad Macquarie (Macquarie University Sport and Aquatic Centre) abrió sus puertas en 2007. Consta de una piscina exterior de 50 metros de longitud, una piscina climatizada interior de 25 metros y gimnasio.
Conception Day (o el Día de la Concepción) se celebra cada año para conmemorar el día en que Lachlan Macquarie fue concebido, ya que su cumpleaños no caía en una fecha apropiada para la celebración. El Día de la Concepción se suele celebrar el último viernes de las clases antes del descanso semestral de septiembre. El festival de ocio incluye música en directo, atracciones, mercado, bares, actuaciones y comida gratis.
Global Leadership Program (GLP) el Programa de Liderazgo Global de la Universidad Macquarie ofrece a los estudiantes la oportunidad de adquirir experiencias extracurriculares enfocados en las habilidades profesionales. Aparte de los eventos en el campus, los estudiantes de GLP también pueden participar en intercambios en el extranjero, voluntariado y atender a conferencias en el extranjero.